# Wapen van het Verenigd Koninkrijk
Het Wapen van het Verenigd Koninkrijk (Engels: Royal Coat of Arms of the United Kingdom) is het officiële wapen van de Britse monarch, nu koning Charles III. Dit wapen wordt gebruikt door de koning in zijn hoedanigheid als monarch, en is officieel bekend als zijn Arms of Dominion.
Varianten van het wapen worden gebruikt door andere leden van de Britse koninklijke familie en door de overheid van het Verenigd Koninkrijk. De koning heeft in Schotland een andere versie van het wapen, waar weer een variant van in gebruik is bij het Scotland Office, de Schotse gouvernementele vertegenwoordiging in de Britse overheid.
Het wapen wordt gebruikt voor het visueel weergeven van bijvoorbeeld eigendom van objecten (paspoort), heerschappij over gebieden (ambassade), identificatie van autoriteit (de regering) en tevens voor de positie van de monarch als de bron van justitie (in de rechtbanken) en als hoofd van de Kerk van Engeland (in zijn kerkgebouwen).

## Beschrijving
In het eerste en vierde veld van het wapen bevindt zich een afbeelding van het wapen van Engeland. In het tweede veld bevindt zich het wapen van Schotland, terwijl in het derde veld het wapen van Ierland is afgebeeld. Het wapen is gekroond met een helm, met daarboven een kroon, waarboven een gekroonde leeuw in goud staat. Rond het wapen is de orde van de kousenband afgebeeld. Het wapen wordt gedragen door twee schildhouders: een gekroonde leeuw, Engeland voorstellende, en een eenhoorn, die Schotland voorstelt. De eenhoorn is geketend.
Het wapen en de schildhouders staan afgebeeld boven een grasveld met "Tudor roses" (een verwijzing naar het Huis Tudor), waaronder de wapenspreuk Dieu et mon droit ("God is mijn recht") is geplaatst.
Anders dan de wapens van de andere monarchieën van Europa, heeft het wapen geen wapenmantel.

## Versie voor gebruik in Schotland
In Schotland wordt een andere versie van het wapen gebruikt. Hierin zijn de twee schildhouders van plaats gewisseld en houdt de eenhoorn een lans met daaraan de vlag van Schotland vast, terwijl de leeuw een lans met daaraan de vlag van Engeland vasthoudt. De eenhoorn is in deze versie van het wapen gekroond. Het wapen heeft in deze versie het wapen van Schotland in het eerste en vierde kwartier, het wapen van Engeland in het tweede en het wapen van Ierland in het derde kwartier. Het wapen is omgeven door de Orde van de Distel. het wapen is gekroond met een helm, waarboven een kroon is afgebeeld, met daarboven een zittende gekroonde leeuw van keel met een tong van azuur met in zijn rechterpoot een zwaard en in zijn linkerpoot een scepter van goud. De wapenspreuk luidt Nemo me impune lacessit ("Niemand tergt me ongestraft"). In het grasveld staan distels (een nationaal symbool van Schotland). Boven het helmteken staat In Defens, een afgekorte vorm van het nationale motto In My Defens God Me Defend.

## Verwante wapens

Wapen van de Britse overheid
Wapen van het Scotland Office